# Szép a huszár, ha felül a lovára
A Szép a huszár, ha felül a lovára kezdetű magyar népdalt Bárdos Lajos gyűjtötte Balatonkeresztúron 1923-ban.
Feldolgozások:
| Szerző          | Mire                       | Mű                                  |
| --------------- | -------------------------- | ----------------------------------- |
| Máriássy István | zongora vagy ének és gitár | Elindultam szép hazámból, 64. kotta |

## Kotta és dallam
| Szép a huszár, ha felül a lovára, Fényes kardját köti az oldalára, Onnan nézi, merre van a hazája, Édesanyja merre vár a fiára. | Szép a huszár, ha felül a lovára, De még szebb, ha elvágtat a csatába. Jobb karjával védelmezi hazáját. Bal karjával öleli a babáját. | Tegnap este jöttem meg a csatából, Leesett a vas a lovam lábáról. Nyisd ki, kovács, azt a szurtos ajtódat, Jó élesre vasald meg a lovamat! |

## Kapcsolódó lapok
- Erdő, erdő, de magos a teteje (a két középső sor dallama azonos)